# 마라트 이즈마일로프
마라트 나일례비치 이즈마일로프(러시아어: Марат Наилевич Измайлов, 타타르어: Марат Наил улы Измайлов, 1982년 9월 21일~ )는 러시아의 전직 축구 선수로 현역 시절 포지션은 오른쪽 미드필더 또는 공격형 미드필더였다.

## 클럽 경력

### 로코모티프 모스크바
이즈마일로프는 소련 모스크바의 볼가 타타르인 가정에서 태어났다. 토르페도 모스크바 청소년부를 거쳐 2000년 봄에 로코모티프 모스크바로 이적했고, 같은 해 10월에 CSKA 모스크바와의 친선 경기에서 후반전에 교체 투입되며 1군에서 첫 경기를 가졌다. 로코모티프 모스크바가 2002년과 2004년에 러시아 프리미어리그 우승을 차지했을 때 이미 핵심 선수로 자리잡았고 2001년에는 최우수 신인 선수상을 받았다.

### 스포르팅 CP
2007년 7월 이즈마일로프는 스포르팅 CP로 임대를 떠났고, 8월 11일에 FC 포르투와의 수페르타사 칸디두 드 올리베이라 경기에서 공식 데뷔전을 가졌다. 경기는 다리 부상을 입은 이즈마일로프가 75분에 득점에 성공하며 스포르팅의 1–0 승리로 끝났다.
2007년 10월 6일 이즈마일로프는 비토리아 SC와의 리그 경기에서 두 골을 넣으며 첫 리그 득점을 기록했다. 시즌을 리그 2위로 마치고 이즈마일로프는 450만 유로의 이적료에 스포르팅 CP로 완전 이적했다.
2009–10 시즌 이즈마일로프는 부상으로 많은 경기에 나오지 못했고, 오른쪽 무릎에 부상을 입어 10주 정도 뛰지 못했다. 2009년 11월 말에 파울루 벤투 감독이 해임된 뒤 훈련에 복귀했지만 다음 해에도 여전히 같은 부상으로 많은 경기에 나오지 못했고, 스포르팅 CP의 이사진들과 불화를 겪었다.

### 포르투
2013년 1월 7일 이즈마일로프는 FC 포르투와 2년 반 계약을 맺었다.
2014년 1월 31일 이즈마일로프는 가족 문제로 네 달 동안 러시아에서 지내다가 시즌 말까지 아제르바이잔 프리미어리그의 게벨레 FK로 임대를 떠나 로코모티프 시절에 함께 했던 유리 쇼민 감독과 재회했다. 7월 16일에는 FC 크라스노다르로 임대갔다.
이즈마일로프는 2015년 7월에 포르투를 떠나 자유계약 선수가 됐다.

### 크라스노다르
이즈마일로프는 1년의 공백 끝에 2016년 7월 20일에 크라스노다르와 1년 계약을 맺었다. 2017년 3월 15일 이즈마일로프는 상호 해지로 팀을 떠났다.

### 아라라트 모스크바
2017년 6월 9일 이즈마일로프는 러시아 프로페셔널 풋볼 리그의 FC 아라라트 모스크바에 입단해 국가대표팀 동료였던 로만 파블류첸코 등과 재회했다. 9월 26일 이즈마일로프는 상호 해지로 팀을 떠났다.

## 국가대표팀 경력

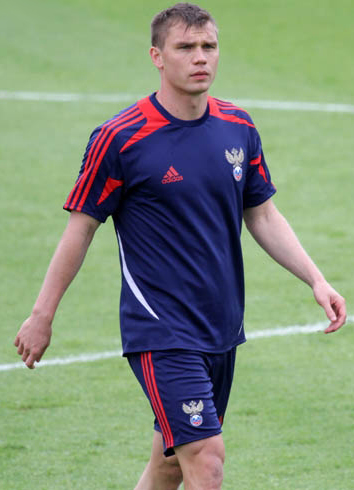
러시아 축구 국가대표팀 소속으로 훈련하는 이즈마일로프(2012년)

이즈마일로프는 2001년에 19살의 나이로 러시아 축구 국가대표팀 데뷔전을 가졌고, 2002년 FIFA 월드컵에서 두 경기, UEFA 유로 2004에서 두 경기를 뛰었다. 2012년 5월 25일에 UEFA 유로 2012를 대비하는 우루과이 축구 국가대표팀와의 친선 경기에서 6년만에 국가대표팀 소속으로 다시 경기를 뛰었고, UEFA 유로 2012에서 두 경기를 뛰었다.

## 경력 통계
| 클럽                  | 시즌      | 리그 | 리그 | 컵   | 컵 | 리그 컵 | 리그 컵 | UEFA 경기 | UEFA 경기 | 기타 | 기타 | 합계 | 합계 |
| 클럽                  | 시즌      | 경기 | 골   | 경기 | 골 | 경기    | 골      | 경기      | 골        | 경기 | 골   | 경기 | 골   |
| --------------------- | --------- | ---- | ---- | ---- | -- | ------- | ------- | --------- | --------- | ---- | ---- | ---- | ---- |
| 로코모티프-2 모스크바 | 2000      | 18   | 1    | –    | –  | –       | –       | –         | –         | –    | –    | 18   | 1    |
| 로코모티프-2 모스크바 | 합계      | 18   | 1    | –    | –  | –       | –       | –         | –         | –    | –    | 18   | 1    |
| 로코모티프 모스크바   | 2001      | 29   | 6    | 3    | 0  | –       | –       | 11        | 3         | –    | –    | 43   | 9    |
| 로코모티프 모스크바   | 2002      | 14   | 2    | 0    | 0  | –       | –       | 0         | 0         | –    | –    | 14   | 2    |
| 로코모티프 모스크바   | 2003      | 27   | 5    | 2    | 0  | 0       | 0       | 10        | 0         | 1    | 0    | 40   | 5    |
| 로코모티프 모스크바   | 2004      | 18   | 2    | 3    | 2  | –       | –       | 2         | 1         | –    | –    | 23   | 5    |
| 로코모티프 모스크바   | 2005      | 16   | 4    | 0    | 0  | –       | –       | 5         | 0         | 1    | 0    | 22   | 4    |
| 로코모티프 모스크바   | 2006      | 16   | 1    | 2    | 0  | –       | –       | 3         | 0         | –    | –    | 21   | 1    |
| 로코모티프 모스크바   | 2007      | 4    | 0    | 0    | 0  | –       | –       | 0         | 0         | –    | –    | 4    | 0    |
| 로코모티프 모스크바   | 합계      | 124  | 20   | 10   | 2  | 0       | 0       | 31        | 4         | 2    | 0    | 167  | 26   |
| 스포르팅 CP           | 2007-08   | 23   | 4    | 5    | 1  | 7       | 2       | 11        | 0         | 1    | 1    | 47   | 8    |
| 스포르팅 CP           | 2008-09   | 22   | 3    | 2    | 0  | 4       | 1       | 6         | 0         | 1    | 0    | 35   | 4    |
| 스포르팅 CP           | 2009-10   | 13   | 1    | 2    | 1  | 3       | 0       | 5         | 0         | –    | –    | 23   | 2    |
| 스포르팅 CP           | 2010-11   | 3    | 0    | 0    | 0  | 0       | 0       | 0         | 0         | –    | –    | 3    | 0    |
| 스포르팅 CP           | 2011-12   | 13   | 5    | 1    | 0  | 2       | 0       | 9         | 1         | –    | –    | 25   | 6    |
| 스포르팅 CP           | 2012-13   | 7    | 0    | 0    | 0  | 0       | 0       | 2         | 0         | –    | –    | 9    | 0    |
| 스포르팅 CP           | 합계      | 81   | 13   | 10   | 2  | 16      | 3       | 33        | 1         | 2    | 1    | 142  | 20   |
| 포르투                | 2012-13   | 13   | 1    | 0    | 0  | 1       | 0       | 1         | 0         | 0    | 0    | 15   | 1    |
| 포르투                | 2013-14   | 0    | 0    | 0    | 0  | 0       | 0       | 1         | 0         | 0    | 0    | 1    | 0    |
| 포르투                | 2014-15   | 0    | 0    | 0    | 0  | 0       | 0       | 0         | 0         | 0    | 0    | 0    | 0    |
| 포르투                | 합계      | 13   | 1    | 0    | 0  | 1       | 0       | 2         | 0         | 0    | 0    | 16   | 1    |
| 게벨레(임대)          | 2013–14   | 14   | 1    | 4    | 1  | –       | –       | –         | –         | –    | –    | 18   | 2    |
| 게벨레(임대)          | 합계      | 14   | 1    | 4    | 1  | –       | –       | –         | –         | –    | –    | 18   | 2    |
| 크라스노다르(임대)    | 2014–15   | 22   | 1    | 1    | 0  | –       | –       | 8         | 0         | –    | –    | 31   | 1    |
| 크라스노다르(임대)    | 합계      | 22   | 1    | 1    | 0  | –       | –       | 8         | 0         | –    | –    | 31   | 1    |
| 크라스노다르          | 2016–17   | 7    | 1    | 1    | 1  | –       | –       | 3         | 0         | –    | –    | 11   | 2    |
| 크라스노다르          | 합계      | 7    | 1    | 1    | 1  | –       | –       | 3         | 0         | –    | –    | 11   | 2    |
| 아라라트 모스크바     | 2017–18   | 4    | 2    | 0    | 0  | –       | –       | –         | –         | –    | –    | 4    | 2    |
| 아라라트 모스크바     | 합계      | 4    | 2    | 0    | 0  | –       | –       | –         | –         | –    | –    | 4    | 2    |
| 경력 합계             | 경력 합계 | 283  | 40   | 26   | 6  | 17      | 3       | 77        | 5         | 4    | 1    | 407  | 55   |

### 국가대표팀 득점
| # | 일시             | 장소                              | 상대 국가  | 득점 | 결과 | 경기                              |
| - | ---------------- | --------------------------------- | ---------- | ---- | ---- | --------------------------------- |
| 1 | 2004년 11월 17일 | 러시아 크라스노다르 쿠반 경기장   | 에스토니아 | 2-0  | 4-0  | 2006년 FIFA 월드컵 유럽 지역 예선 |
| 2 | 2005년 10월 8일  | 러시아 모스크바 로코모티프 경기장 | 룩셈부르크 | 1-0  | 5-1  | 2006년 FIFA 월드컵 유럽 지역 예선 |

## 수상 내역

### 클럽
로코모티프 모스크바
- 러시아 프리미어리그: 2002, 2004
- 러시아 컵: 2000–01, 2006–07
- 러시아 슈퍼컵: 2003, 2005
- CIS 컵: 2005

스포르팅 CP
- 타사 드 포르투갈: 2007–08
- 수페르타사 칸디두 드 올리베이라: 2007, 2008
- 타사 다 리가 준우승: 2007–08, 2008–09

포르투
- 프리메이라리가: 2012–13
- 타사 다 리가 준우승: 2012–13

게벨레
- 아제르바이잔 컵 준우승: 2013–14

### 개인
- 러시아 프리미어리그 최우수 신인 선수상: 2001